# Крабовые палочки

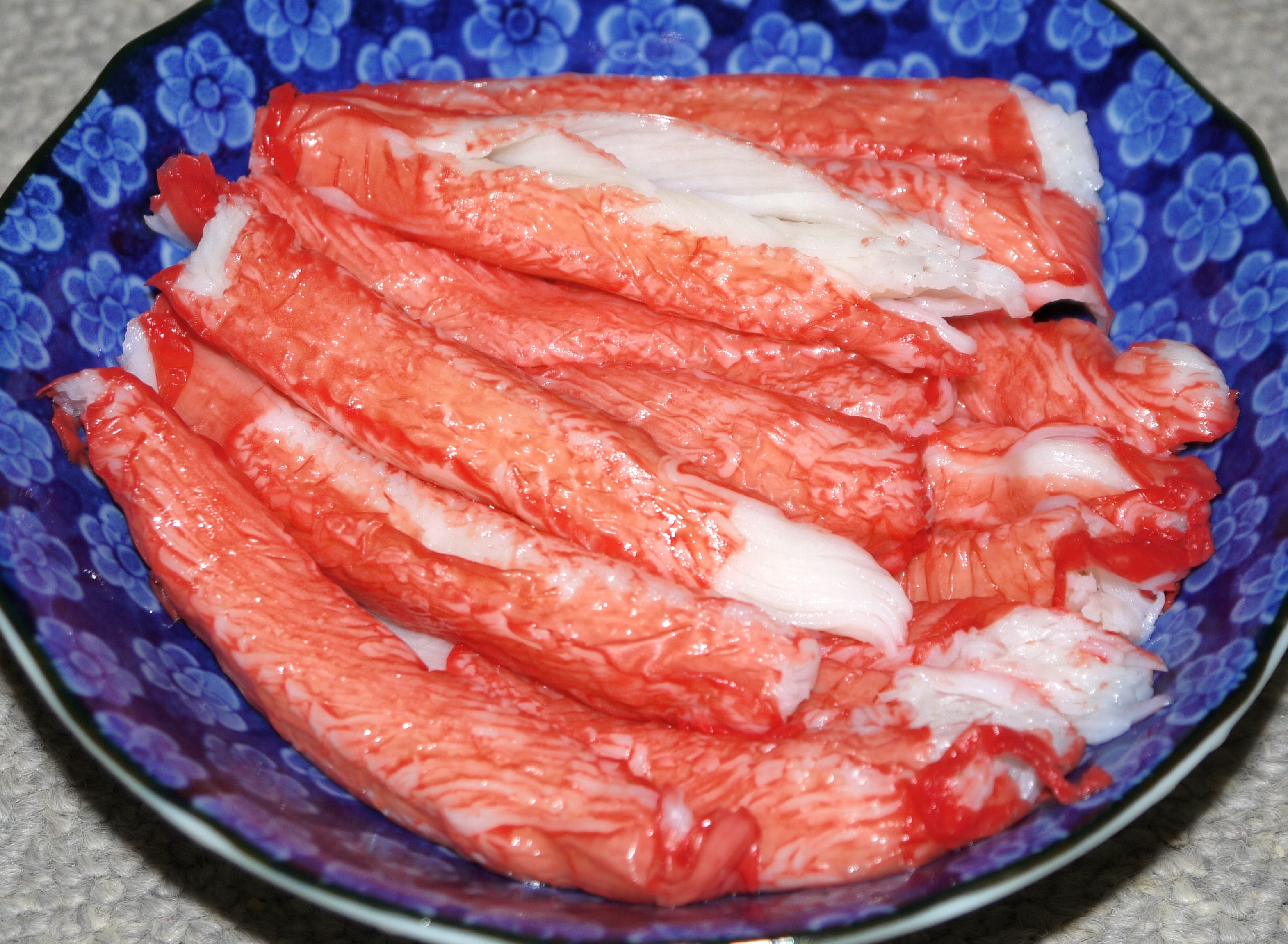
Sugiyo «Kaori-hako»

Кра́бовые па́лочки — вид продуктов питания, имитирующих крабовое мясо, которые создаются из обработанного рыбного белка сурими или измельчённого мяса белой рыбы. По форме и цвету напоминает мясо крабьей клешни или ноги.

## История
Японская компания «Sugiyo Co., Ltd.» (スギヨ) изобрела крабовые палочки под названием «Kanikama» в 1973 году. В Японии крабовые палочки известны именно под названием «Kanikama». На международном рынке продукт в 1976 году впервые представила «Berelson Company». В СССР впервые производство крабовых палочек было налажено в городе Мурманске в 1984 году на заводе «Протеин».

## Состав и технология производства
Вопреки названию, крабовые палочки вообще не содержат мяса крабов. Основным ингредиентом является сурими — перемолотое филе белых океанических рыб (минтай, хек, путассу) из северной части Тихого океана. Крабовые палочки, попадающие на российский рынок, произведены, как правило, в странах СНГ или Китае. В 2004 году большая часть закупаемой Россией китайской продукции не содержала сурими, а состояла из растительного (соевого) белка, крахмала и яичного белка, а также ароматизирующих добавок.
Отдельные палочки, как правило, красного цвета или желтовато-красные, прямоугольно-продолговатой формы; слои правильных крабовых палочек можно аккуратно разделить и размотать примерно так же, как и ниточный сыр. Помимо формы рулета встречается разновидность «снежный краб», имитирующая волокнистую структуру натурального мяса. Крабовые палочки имеют характерный запах морепродуктов, текстура напоминает резину, а вкус слегка солёный. Для усиления аромата и вкуса, как правило, используется глутамат натрия. В большинстве случаев в коммерческих крабовых палочках используется сурими, что является смесью различных видов рыбы; палочки получаются белого цвета. В состав крабовых палочек также могут входить различные добавки и консерванты для улучшения вкуса и увеличения срока годности. Их не рекомендуется замораживать во избежание потери влаги.

## Использование
Крабовые палочки широко используются в салатах как недорогой заменитель настоящего крабового мяса или как недорогой источник рыбного белка. Они зачастую входят в состав популярных роллов «Калифорния». Могут стать горячей закуской, например, приготовленные в кляре, а также используются как самостоятельная готовая закуска.